# Partecipanti al Tour de Hongrie 2023
Elenco dei partecipanti al Tour de Hongrie 2023.
Il Tour de Hongrie 2023 è stato la quarantaquattresima edizione della corsa. Alla competizione presero parte ventidue squadre: nove con licenza UCI World Tour 2023, nove UCI ProTeam, tre UCI Continental Team e una selezione nazionale.
Ciascuna delle squadre è composta da sei ciclisti, per un totale di 132 ciclisti accreditati alla partenza.

## Corridori per squadra
Nota: R ritirato, NP non partito, FT fuori tempo, SQ squalificato
| Ineos Grenadiers       | Ineos Grenadiers       | Ineos Grenadiers       | Trek-Segafredo         | Trek-Segafredo         | Trek-Segafredo         | Alpecin-Deceuninck           | Alpecin-Deceuninck           | Alpecin-Deceuninck           |
| ---------------------- | ---------------------- | ---------------------- | ---------------------- | ---------------------- | ---------------------- | ---------------------------- | ---------------------------- | ---------------------------- |
| N°                     | Ciclista               | Clas.                  | N°                     | Ciclista               | Clas.                  | N°                           | Ciclista                     | Clas.                        |
| 1                      | Egan Bernal            | 8°                     | 11                     | Jon Aberasturi         | 64°                    | 21                           | Axel Laurance                | 34°                          |
| 2                      | Michael Leonard        | 79°                    | 12                     | Filippo Baroncini      | 25°                    | 22                           | Jonas Rickaert               | 59°                          |
| 3                      | Jhonatan Narváez       | 18°                    | 13                     | Marc Brustenga         | 84°                    | 23                           | Edward Planckaert            | 19°                          |
| 4                      | Luke Plapp             | NP4ª                   | 14                     | Asbjørn Hellemose      | 24°                    | 24                           | Jakub Mareczko               | 118°                         |
| 5                      | Ben Tulett             | 2°                     | 15                     | Emīls Liepiņš          | 101°                   | 25                           | Silvan Dillier               | 47°                          |
| 6                      | Elia Viviani           | 85°                    | 16                     | Thibau Nys             | 40°                    | 26                           | Dries De Bondt               | 48°                          |
| Bahrain Victorious     | Bahrain Victorious     | Bahrain Victorious     | Bora-Hansgrohe         | Bora-Hansgrohe         | Bora-Hansgrohe         | Team DSM                     | Team DSM                     | Team DSM                     |
| N°                     | Ciclista               | Clas.                  | N°                     | Ciclista               | Clas.                  | N°                           | Ciclista                     | Clas.                        |
| 31                     | Phil Bauhaus           | 74°                    | 41                     | Ryan Mullen            | 78°                    | 51                           | Tobias Lund Andresen         | 55°                          |
| 32                     | Nicolò Buratti         | 39°                    | 42                     | Danny van Poppel       | 50°                    | 52                           | Alexander Edmondson          | 77°                          |
| 33                     | Matevž Govekar         | 45°                    | 43                     | Matthew Walls          | 117°                   | 53                           | Oscar Onley                  | 6°                           |
| 34                     | Ahmed Madan            | 105°                   | 44                     | Matteo Fabbro          | 7°                     | 54                           | Max Poole                    | 4°                           |
| 35                     | Hermann Pernsteiner    | NP3ª                   | 45                     | Sam Bennett            | 63°                    | 55                           | Casper van Uden              | 76°                          |
| 36                     | Cameron Scott          | 81°                    | 46                     | Shane Archbold         | 109°                   | 56                           | Enzo Leijnse                 | 90°                          |
| Soudal Quick-Step      | Soudal Quick-Step      | Soudal Quick-Step      | Team Jayco AlUla       | Team Jayco AlUla       | Team Jayco AlUla       | UAE Team Emirates            | UAE Team Emirates            | UAE Team Emirates            |
| N°                     | Ciclista               | Clas.                  | N°                     | Ciclista               | Clas.                  | N°                           | Ciclista                     | Clas.                        |
| 61                     | Tim Declercq           | 35°                    | 71                     | Dylan Groenewegen      | 75°                    | 81                           | Álvaro Hodeg                 | 110°                         |
| 62                     | Fabio Jakobsen         | 95°                    | 72                     | Luka Mezgec            | 61°                    | 82                           | Michael Vink                 | 58°                          |
| 63                     | Yves Lampaert          | 31°                    | 73                     | Elmar Reinders         | 72°                    | 83                           | Finn Fisher-Black            | 29°                          |
| 64                     | Michael Mørkøv         | 102°                   | 74                     | Kelland O'Brien        | 36°                    | 84                           | Felix Groß                   | R 4ª                         |
| 65                     | Fausto Masnada         | 20°                    | 75                     | Jan Maas               | 26°                    | 85                           | Rui Oliveira                 | 57°                          |
| 66                     | Casper Pedersen        | 65°                    | 76                     | Rudy Porter            | 15°                    | 86                           | Marc Hirschi                 | 1°                           |
| Caja Rural-Seguros RGA | Caja Rural-Seguros RGA | Caja Rural-Seguros RGA | Human Powered Health   | Human Powered Health   | Human Powered Health   | Eolo-Kometa Cycling Team     | Eolo-Kometa Cycling Team     | Eolo-Kometa Cycling Team     |
| N°                     | Ciclista               | Clas.                  | N°                     | Ciclista               | Clas.                  | N°                           | Ciclista                     | Clas.                        |
| 91                     | Daniel Babor           | 108°                   | 101                    | Adam de Vos            | NP4ª                   | 111                          | Alessandro Fancellu          | 68°                          |
| 92                     | Abel Balderstone       | 10°                    | 102                    | Paul Double            | 67°                    | 112                          | Andrea Garosio               | 27°                          |
| 93                     | Fernando Barceló       | 28°                    | 103                    | Matthew Gibson         | 104°                   | 113                          | Álex Martín                  | 12°                          |
| 94                     | Tomáš Bárta            | 87°                    | 104                    | Seb Schönberger        | 43                     | 114                          | David Martín                 | 107°                         |
| 95                     | Yesid Pira             | 53°                    | 105                    | Gijs Van Hoecke        | 73°                    | 115                          | Andrea Pietrobon             | 51°                          |
| 96                     | Eduard Prades          | 30°                    | 106                    | Sasha Weemaes          | 111°                   | 116                          | Davide Piganzoli             | 9°                           |
| Team Flanders-Baloise  | Team Flanders-Baloise  | Team Flanders-Baloise  | Israel-Premier Tech    | Israel-Premier Tech    | Israel-Premier Tech    | Team Novo Nordisk            | Team Novo Nordisk            | Team Novo Nordisk            |
| N°                     | Ciclista               | Clas.                  | N°                     | Ciclista               | Clas.                  | N°                           | Ciclista                     | Clas.                        |
| 121                    | Jenno Berckmoes        | R 2ª                   | 131                    | Itamar Einhorn         | 94°                    | 141                          | Péter Kusztor                | 37°                          |
| 122                    | Kamiel Bonneu          | 14°                    | 132                    | Jakob Fuglsang         | 11°                    | 142                          | Andrea Peron                 | 97°                          |
| 123                    | Vito Braet             | 44°                    | 133                    | Ben Hermans            | 23°                    | 143                          | Charles Planet               | R 3ª                         |
| 124                    | Ward Vanhoof           | 69°                    | 134                    | Reto Hollenstein       | 41°                    | 144                          | Matyáš Kopecký               | 98°                          |
| 125                    | Jules Hesters          | 106°                   | 135                    | Taj Jones              | 71°                    | 145                          | David Lozano                 | 70°                          |
| 126                    | Elias Maris            | 56°                    | 136                    | Rick Zabel             | 86°                    | 146                          | Filippo Ridolfo              | 89°                          |
| Lotto Dstny            | Lotto Dstny            | Lotto Dstny            | Tudor Pro Cycling Team | Tudor Pro Cycling Team | Tudor Pro Cycling Team | Q36.5 Pro Cycling Team       | Q36.5 Pro Cycling Team       | Q36.5 Pro Cycling Team       |
| N°                     | Ciclista               | Clas.                  | N°                     | Ciclista               | Clas.                  | N°                           | Ciclista                     | Clas.                        |
| 151                    | Jasper De Buyst        | 42°                    | 161                    | Yannis Voisard         | 3°                     | 171                          | Matteo Badilatti             | 22°                          |
| 152                    | Jarrad Drizners        | 62°                    | 162                    | Sebastian Changizi     | 88°                    | 172                          | Gianluca Brambilla           | 13°                          |
| 153                    | Caleb Ewan             | 60°                    | 163                    | Aloïs Charrin          | 21°                    | 173                          | Damien Howson                | R 2ª                         |
| 154                    | Jacopo Guarnieri       | 91°                    | 164                    | Miká Heming            | 54°                    | 174                          | Matteo Moschetti             | 83°                          |
| 155                    | Sylvain Moniquet       | 5°                     | 165                    | Roland Thalmann        | 38°                    | 175                          | Nicolò Parisini              | 49°                          |
| 156                    | Eduardo Sepúlveda      | 16°                    | 166                    | Maikel Zijlaard        | 82°                    | 176                          | Joey Rosskopf                | 52°                          |
| Sofer-Savini Due-OMZ   | Sofer-Savini Due-OMZ   | Sofer-Savini Due-OMZ   | ATT Investments        | ATT Investments        | ATT Investments        | Epronex-Hungary Cycling Team | Epronex-Hungary Cycling Team | Epronex-Hungary Cycling Team |
| N°                     | Ciclista               | Clas.                  | N°                     | Ciclista               | Clas.                  | N°                           | Ciclista                     | Clas.                        |
| 181                    | Zoltán Antal Lepold    | 99°                    | 191                    | Márton Dina            | 17°                    | 201                          | Ádám Kristóf Karl            | 103°                         |
| 182                    | Oliver More-Gosselin   | 119°                   | 192                    | Jakub Otruba           | NP5ª                   | 202                          | Balázs Rózsa                 | 93°                          |
| 183                    | Batuhan Özgür          | 116°                   | 193                    | Daniel Turek           | 32°                    | 203                          | Gergely Szarka               | 100°                         |
| 184                    | Emil Dima              | 114°                   | 194                    | Pavel Kelemen          | 120°                   | 204                          | Byron Munton                 | 33°                          |
| 185                    | Conor Schunk           | 46°                    | 195                    | Matúš Štoček           | 80°                    | 205                          | Márk Valent                  | 92°                          |
| 186                    | Nikiforos Arvanitou    | 96°                    | 196                    | Jiří Petruš            | 66°                    | 206                          | Kristóf Árvai                | R 3ª                         |
| Selezione ungherese    |                        |                        |                        |                        |                        |                              |                              |                              |
| N°                     | Ciclista               | Clas.                  |                        |                        |                        |                              |                              |                              |
| 211                    | Zétény Szijártó        | 112°                   |                        |                        |                        |                              |                              |                              |
| 212                    | Viktor Filutás         | 113°                   |                        |                        |                        |                              |                              |                              |
| 213                    | Dániel Sidló           | R 3ª                   |                        |                        |                        |                              |                              |                              |
| 214                    | Bálint Orosz           | R 2ª                   |                        |                        |                        |                              |                              |                              |
| 215                    | Ádám Pápai             | 115°                   |                        |                        |                        |                              |                              |                              |
| 216                    | Norbert Hrenkó         | R 4ª                   |                        |                        |                        |                              |                              |                              |